# Yamilé Aldama
Yamilé Aldama Pozo (ur. 14 sierpnia 1972 w Hawanie) – kubańska lekkoatletka specjalizująca się w trójskoku, skoku w dal oraz skoku wzwyż. Trzykrotna medalistka halowych mistrzostw świata (w tym jednokrotnie złota), srebrna medalistka mistrzostw świata na stadionie, dwukrotna złota medalistka mistrzostw Afryki, dwukrotna złota medalistka mistrzostw ibero-amerykańskich, srebrna medalistka mistrzostw Ameryki Środkowej i Karaibów, złota medalistka igrzysk afrykańskich oraz igrzysk panamerykańskich. Czterokrotna olimpijka (Sydney, Ateny, Pekin, Londyn).
Na przestrzeni swej kariery była reprezentantką trzech różnych krajów. Do stycznia 2004 roku była reprezentantką Kuby, później reprezentowała Sudan aż do lutego 2011 roku, kiedy to zaczęła startować w zawodach jako reprezentantka Wielkiej Brytanii.

## Przebieg kariery
Zaczynała karierę jako reprezentantka Kuby, pierwszym sukcesem lekkoatletki na arenie międzynarodowej było złoto mistrzostw Ameryki Środkowej i Karaibów do lat 20, wywalczone w 1988 roku w konkurencji skoku wzwyż. W tej samej konkurencji zdobyła brązowy medal zmagań tej samej rangi rozgrywanych dwa lata później. W 1996 roku sięgnęła po złoty medal mistrzostw ibero-amerykańskich w konkurencji trójskoku.
W 1997 roku zadebiutowała na ogólnoświatowej imprezie lekkoatletycznej (była zgłoszona do startu na igrzyskach olimpijskich w Atlancie, ale ostatecznie nie wzięła udziału), w czasie halowych mistrzostw świata w Paryżu zajęła 6. miejsce w finale konkursu trójskoku. Natomiast podczas mistrzostw świata na otwartym stadionie rozgrywanym w Atenach odpadła w fazie eliminacyjnej trójskoku, zajmując w swej grupie 5. miejsce. W 1999 roku została w konkurencji trójskoku zarówno złotą medalistką igrzysk panamerykańskich, jak i srebrną medalistką mistrzostw świata.
W czasie rozgrywanego na igrzyskach olimpijskich w Sydney konkursu trójskoku zajęła 4. miejsce w finale. W najlepszej próbie uzyskała rezultat 14,30 m – do medalowej trzeciej pozycji zabrakło Kubance 0,66 m.
Na halowych mistrzostwach świata rozgrywanych w Budapeszcie otrzymała srebrny medal w trójskoku, zdobyła go już jako reprezentantka Sudanu. Niedługo później w tejże konkurencji zdobyła złoty medal afrykańskiego czempionatu, rozgrywanego w Brazzaville. Na igrzyskach olimpijskich w Atenach także awansowała do finału trójskoku, ukończyła go z wynikiem 14,99 m na 5. miejscu.
W 2005 roku wzięła udział w mistrzostwach świata, konkurs trójskoku ukończyła na 4. miejscu w etapie finałowym zmagań. Startowała na mistrzostwach panarabskich, na których zdobyła trzy złote medale – w trójskoku, w skoku w dal oraz w skoku wzwyż. Rok później zdobyła drugi w karierze medal halowych mistrzostw świata, jak również obroniła złoty medal mistrzostw Afryki (w trójskoku).
Rozgrywane w Pekinie igrzyska olimpijskie były dla zawodniczki nieudane, bo mający miejsce w ramach tego wydarzenia sportowego konkurs trójskoku zakończyła w fazie eliminacji, nie zaliczając żadnej próby. W 2012 roku, reprezentując Wielką Brytanię, zdobyła złoty medal halowego światowego czempionatu (w trójskoku). Podczas igrzysk olimpijskich w Londynie awansowała do finału konkursu trójskoku, ostatecznie ukończyła go na 5. miejscu z wynikiem 14,48 m.

## Osiągnięcia
| Rok     | Zawody                                            | Miasto       | Miejsce | Konkurencja | Wynik |
| ------- | ------------------------------------------------- | ------------ | ------- | ----------- | ----- |
| 1988    | Mistrzostwa Ameryki Środkowej i Karaibów juniorów | Nassau       | złoto   | skok wzwyż  | 1,78  |
| 1990    | Mistrzostwa Ameryki Środkowej i Karaibów juniorów | Hawana       | brąz    | skok wzwyż  | 1,70  |
| 1996    | Mistrzostwa ibero-amerykańskie                    | Medellín     | złoto   | trójskok    | 14,39 |
| 1996    | Igrzyska olimpijskie                              | Atlanta      | DNS H   | trójskok    | N/A   |
| 1997    | Halowe mistrzostwa świata                         | Paryż        | 6.      | trójskok    | 14,28 |
| 1997    | Mistrzostwa Ameryki Środkowej i Karaibów          | San Juan     | srebro  | trójskok    | 14,12 |
| 1997    | Mistrzostwa świata                                | Ateny        | 5. H    | trójskok    | 14,09 |
| 1998    | Mistrzostwa ibero-amerykańskie                    | Lizbona      | złoto   | trójskok    | 14,07 |
| 1998    | Igrzyska Ameryki Środkowej i Karaibów             | Maracaibo    | złoto   | trójskok    | 14,34 |
| 1998    | Puchar Świata                                     | Johannesburg | brąz    | trójskok    | 14,29 |
| 1999    | Halowe mistrzostwa świata                         | Maebashi     | 7.      | trójskok    | 14,47 |
| 1999    | Igrzyska panamerykańskie                          | Winnipeg     | złoto   | trójskok    | 14,77 |
| 1999    | Mistrzostwa świata                                | Sewilla      | srebro  | trójskok    | 14,61 |
| 1999    | Finał Grand Prix IAAF                             | Monachium    | 7.      | trójskok    | 14,18 |
| 2000    | Igrzyska olimpijskie                              | Sydney       | 4.      | trójskok    | 14,30 |
| 2003    | Światowy finał IAAF                               | Monako       | srebro  | trójskok    | 14,99 |
| 2004    | Halowe mistrzostwa świata                         | Budapeszt    | srebro  | trójskok    | 14,90 |
| 2004    | Mistrzostwa Afryki                                | Brazzaville  | złoto   | trójskok    | 14,90 |
| 2004    | Igrzyska olimpijskie                              | Ateny        | 5.      | trójskok    | 14,99 |
| 2004    | Światowy finał IAAF                               | Monako       | brąz    | trójskok    | 14,92 |
| 2004    | Igrzyska panarabskie                              | Algier       | srebro  | trójskok    | 14,31 |
| 2005    | Mistrzostwa świata                                | Helsinki     | 4.      | trójskok    | 14,72 |
| 2005    | Światowy finał IAAF                               | Monako       | 6.      | trójskok    | 14,26 |
| 2005    | Mistrzostwa panarabskie                           | Rades        | złoto   | skok w dal  | 6,19  |
| 2005    | Mistrzostwa panarabskie                           | Rades        | złoto   | trójskok    | 14,05 |
| 2005    | Mistrzostwa panarabskie                           | Rades        | złoto   | skok wzwyż  | 1,81  |
| 2006    | Halowe mistrzostwa świata                         | Moskwa       | brąz    | trójskok    | 14,86 |
| 2006    | Mistrzostwa Afryki                                | Bambous      | złoto   | trójskok    | 14,71 |
| 2006    | Światowy finał IAAF                               | Stuttgart    | brąz    | trójskok    | 14,67 |
| 2006    | Puchar Świata                                     | Ateny        | brąz    | trójskok    | 14,75 |
| 2007    | Mistrzostwa panarabskie                           | Amman        | złoto   | skok w dal  | 6,34  |
| 2007    | Mistrzostwa panarabskie                           | Amman        | złoto   | trójskok    | 14,35 |
| 2007    | Igrzyska afrykańskie                              | Algier       | złoto   | trójskok    | 14,46 |
| 2007    | Mistrzostwa świata                                | Osaka        | 11. H   | trójskok    | 13,46 |
| 2007    | Światowy finał IAAF                               | Stuttgart    | brąz    | trójskok    | 14,41 |
| 2007    | Igrzyska panarabskie                              | Kair         | srebro  | skok w dal  | 6,05  |
| 2007    | Igrzyska panarabskie                              | Kair         | srebro  | skok wzwyż  | 1,77  |
| 2008    | Halowe mistrzostwa świata                         | Walencja     | 4.      | trójskok    | 14,47 |
| 2008    | Mistrzostwa Afryki                                | Addis Abeba  | srebro  | trójskok    | 14,36 |
| 2008    | Igrzyska olimpijskie                              | Pekin        | NM H    | trójskok    | N/A   |
| 2009    | Mistrzostwa świata                                | Berlin       | 5. H    | trójskok    | 14,11 |
| 2009    | Światowy finał IAAF                               | Saloniki     | brąz    | trójskok    | 14,39 |
| 2009    | Mistrzostwa panarabskie                           | Damaszek     | złoto   | skok w dal  | 5,95  |
| 2009    | Mistrzostwa panarabskie                           | Damaszek     | złoto   | trójskok    | 13,84 |
| 2010    | Halowe mistrzostwa świata                         | Doha         | 18. H   | trójskok    | 12,41 |
| 2011    | Mistrzostwa świata                                | Daegu        | 5.      | trójskok    | 14,50 |
| 2012    | Halowe mistrzostwa świata                         | Stambuł      | złoto   | trójskok    | 14,82 |
| 2012    | Igrzyska olimpijskie                              | Londyn       | 5.      | trójskok    | 14,48 |
| 2013    | Halowe mistrzostwa Europy                         | Göteborg     | 6.      | trójskok    | 13,95 |
| 2013    | Drużynowe mistrzostwa Europy (Superliga)          | Gateshead    | 4.      | trójskok    | 13,90 |
| 2014    | Drużynowe mistrzostwa Europy (Superliga)          | Brunszwik    | 7.      | trójskok    | 13,31 |
| 2014    | Igrzyska Wspólnoty Narodów                        | Glasgow      | 2. H    | trójskok    | 13,29 |
| Źródło: |                                                   |              |         |             |       |

## Rekordy życiowe
- skok wzwyż – 1,88 (19 lipca 2003, Londyn)
- skok w dal – 6,34 (18 maja 2007, Amman)
- trójskok – 15,29 (11 lipca 2003, Rzym)

Halowe
- trójskok – 14,90 (6 marca 2004, Budapeszt) [10]

Źródło: 